# Козлово (Сушанское сельское поселение)
Козлово — деревня в Боровичском муниципальном районе Новгородской области, относится к Сушанскому сельскому поселению.

## Население
| 2010 |
| ---- |
| 5    |

## История
В Новгородской губернии Козлово относилось к Волоцкой волости Боровичского уезда.

## Транспорт
Деревня находится на автотрассе Р53 Боровичи — Любытино — Спасская Полисть, в 11 км от Боровичей. Ближайшая железнодорожная станция в находится в Боровичах. Из Козлова дорога в деревню Черёмошье.